# Niels Flint
Niels Flint (døbt 18. april 1776 i København – efter 1828, formentlig i Italien) var en dansk historiemaler, bror til Andreas, Johannes og Ole Flint (den yngre).

## Uddannelse
Flint var søn af Ole Nielsen Flint, tømrer, siden kobberstikker ved Søetaten (1739 - 8. januar 1808) og Anna Hansdatter født Thomsen (1742-1801). Han besøgte Kunstakademiet fra 1790, vandt 1793 den lille, 1795 den store sølvmedalje, fik rimeligvis samme år den lille guldmedalje, skønt han kun nævnes i protokollen som konkurrerende, og endelig 1797 den store guldmedalje for opgaven Abraham, der kommer til Hebron for at sørge over Saras død (1. Mosebog 23, V. 2, i Kunstakademiet). Han regnedes for en meget lovende kunstner og fik 1805 en varm anbefaling af Akademiet, da han ville søge arbejde ved det nye Christiansborg, og året efter rostes han i endnu stærkere udtryk som værdig til rejseunderstøttelse af Kongens Kasse. Inden den tid, den 30. december 1802, var han blevet gift i København med Marie Cathrine Gundelach.

## Værker
Foruden hans medaljestykke kendes kun hans kopi efter Nicolai Abildgaards Den sårede Filoktet, som han udstillede i Akademiet (1794), Et historisk maleri, som han udstillede 1797, samt 1809, hjemsendt til Charlottenborg fra Dresden, Meleagers død (forhen Johan Hansens samling) og tre kopier. Alexander redder sin far fra døden (1805, forhen Johan Hansens samling), Fuglestykke, efter Hondecoeter (1801), Ungt drengehoved, efter Rubens (1809). En miniature forestillende Flint er muligvis et selvportræt.
Dertil kommer skitsen til et dørstykke til Christiansborg, Curtius som opofrer sig for sit fædreland, som approberedes før Flints afrejse. Et dørstykke fuldførtes under rejsen, men blev ikke sendt hjem.

## Udenlandsrejse
Om hans rejse kan kun oplyses, at der af Fonden ad usus publicos den 15. august 1806 bevilgedes ham 500 rigsdaler kurant årligt i to år, et anseligt stipendium i den tid, at han først tiltrådte rejsen i slutningen af 1807, længe lå syg i Kiel, derpå rejste over Hamborg til Leipzig, hvor han mistede sine penge, vandrede til fods til Dresden, hvor Nicolaus Wolff hjalp ham, udførte der de kopier, som udstilledes 1809, og var derpå i Wien, på vej til Rom, da en forlængelse af stipendiet bevilgedes ham den 11. april 1809. I 1811 gøres regnskab for de ham tilståede rejseunderstøttelser. Efter at have fået forlænget sit stipendium rejste Flint videre fra Dresden til Italien. Her vides han at have malet Corinna synger ved kysten for Lord Nelvil og hendes italienske landsmænd (efter Mme de Staëls roman Corinne, ou l'Italie), udstillet i Milano 1828. Herefter kendes intet til Flints færden. Niels Henrich Weinwich tror, han er død på en udenlandsrejse, og et andet sted siges blot (1813): "Har end Konjunkturerne berøvet os en Flint".